# Èol (fill de Posidó)

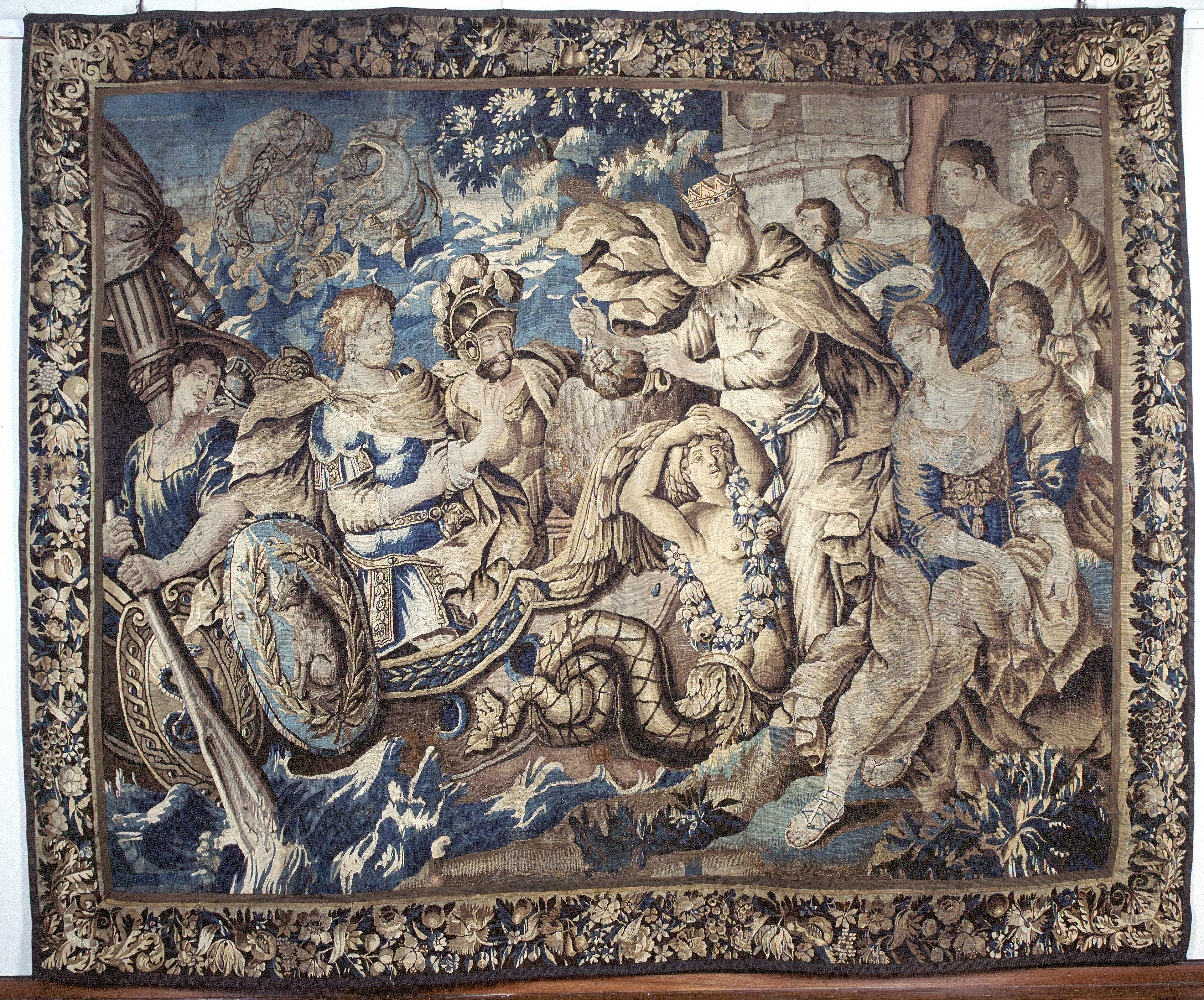
Tapís d'Au Buçon basat en la pintura de Moillon. Ca. 1650.

Èol és un personatge de la la mitologia grega que va ser fill de Posidó i Arne. Va tenir com a bessó a Beot. Arne va quedar embarassada de Posidó. Li ho va confessar al seu pare, però no la va creure i va ordenar a un estranger de la ciutat de Metapont que se l'emportés a la seva ciutat. Com a conseqüència d'això, en néixer Beot i Èol, van ser adoptats per un altre home anomenat Metapont, que no tenia fills. Quan els bessons es van fer majors, es van apoderar del regne durant una revolta. Després, va haver-hi una disputa entre Arne i Autòlite, l'esposa de Metapont. Èol i Beot van prendre partit per la seva mare, van matar a Autòlite, i com Metapont es va indignar per això, van haver d'equipar unes naus i fugir de la ciutat, amb Arne i altres amics. Beot va marxar al país del seu avi Èol, el va succeir en el tron i va cridar Arne al país i beocis als seus habitants; Èol, per part seva, va arribar fins a un grup d'illes en la mar Tirrena, les quals van rebre en el seu honor el nom d'illes Eòlies i se li atribueix també la fundació de la ciutat de Lípari.
En una versió alternativa, la mare dels bessons és anomenada Melanipe, filla de Desmunts o d'Èol, va ser encadenada pel seu pare i havia estat un rei d'Icària anomenat Metapont el que havia adoptat als bessons, que havien estat abandonats. L'esposa de Metapont, anomenada en aquesta versió Teano, havia tingut altres fills i va incitar que els seus fills matessin a Èol i Beot, però aquests últims van ser els que van sortir victoriosos i, després de ser avisats per Posidó que la seva veritable mare estava a la presó, la van alliberar. Melanipe i Metapont es van casar i Èol i Beot van donar nom a Beòcia i Eòlia, respectivament.
Encara que tradicionalment la seva llar ha estat identificat com una de les Illes Eòlies, prop de Sicília, s'ha suggerit com a localització alternativa a Grambusa en la costa nord-occidental de Creta.